# Torres de la Alameda (Rancagua)
Torres Alameda de Rancagua es un conjunto de edificios de uso residencial ubicado en Rancagua, Chile, finalizado en 1974, ubicado en la calle Alameda Central, este complejo habitacional es uno de los más antiguos de la ciudad, siendo hasta 2008 los edificios más altos de esta.

## Terremoto de 2010
Si bien ninguno de los dos edificios resultó con daños estructurales, el elevador de la torre 1 cedió, cayendo desde el piso 13, actualmente la torre uno sigue sin elevador, a la espera de que el Serviu regional adquiera uno nuevo.
Los elevadores ya fueron arreglados.

## Accidentes
El 19 de junio de 2015, un joven cayó desde el piso 17, afortunadamente el joven se recuperó luego de estar un tiempo en coma y 20 días hospitalizado, solo resultó con un fémur roto, debido a que cayó sobre una lona de estacionamiento que amortiguó su caída.
- Datos: Q47771676